# Надвожњак (ТВ филм)
Надвожњак је југословенски ТВ филм из 1987. године. Режирао га је Фарук Пирагић а сценарио је написао Верослав Ранчић.

## Улоге
| Глумац              | Улога |
| ------------------- | ----- |
| Миодраг Радовановић |       |
| Ива Марјановић      |       |
| Богданка Савић      |       |
| Јелена Човић        |       |
| Стјепан Марковић    |       |
| Звонко Лепетић      |       |
| Здравко Биоградлија |       |
| Драго Бука          |       |
| Влајко Шпаравало    |       |
| Сеад Бејтовић       |       |

Остале улоге  ▼
| Глумац                  | Улога |
| ----------------------- | ----- |
| Раде Чоловић            |       |
| Небојша Кундачина       |       |
| Александар Војтов       |       |
| Велимир Пшеничник Њирић |       |
| Љиљана Ђурић            |       |
| Јосипа Мауер            |       |
| Факета Салихбеговић     |       |